# Småland
Småland (gesprochen:Smålandⓘ) ist eine historische Provinz (schwedisch landskap) in Südschweden.
Die Provinz entspricht den heutigen Bezirken (län) Jönköping, Kalmar und Kronoberg, sowie Teilen von Östergötlands und Hallands län.
Småland ist von Östergötland und Västergötland im Norden, Halland im Westen, Schonen und Blekinge im Süden umgeben und wird im Osten von der Ostseeküste begrenzt. Der småländischen Festlandküste vorgelagert ist die Insel und eigene Provinz Öland, die administrativ zum Kalmar län gehört.
Wichtige Städte sind Jönköping, Kalmar, Nässjö, Oskarshamn, Värnamo, Västervik, Växjö und Vimmerby.
Die Provinz ist typisch skandinavisch, mit großen Nadelwäldern, vielen Seen und ausgedehnten Mooren. Die größten Seen sind Bolmen und Åsnen; die Provinz grenzt außerdem im Nordwesten an den Vättern.

## Geschichte

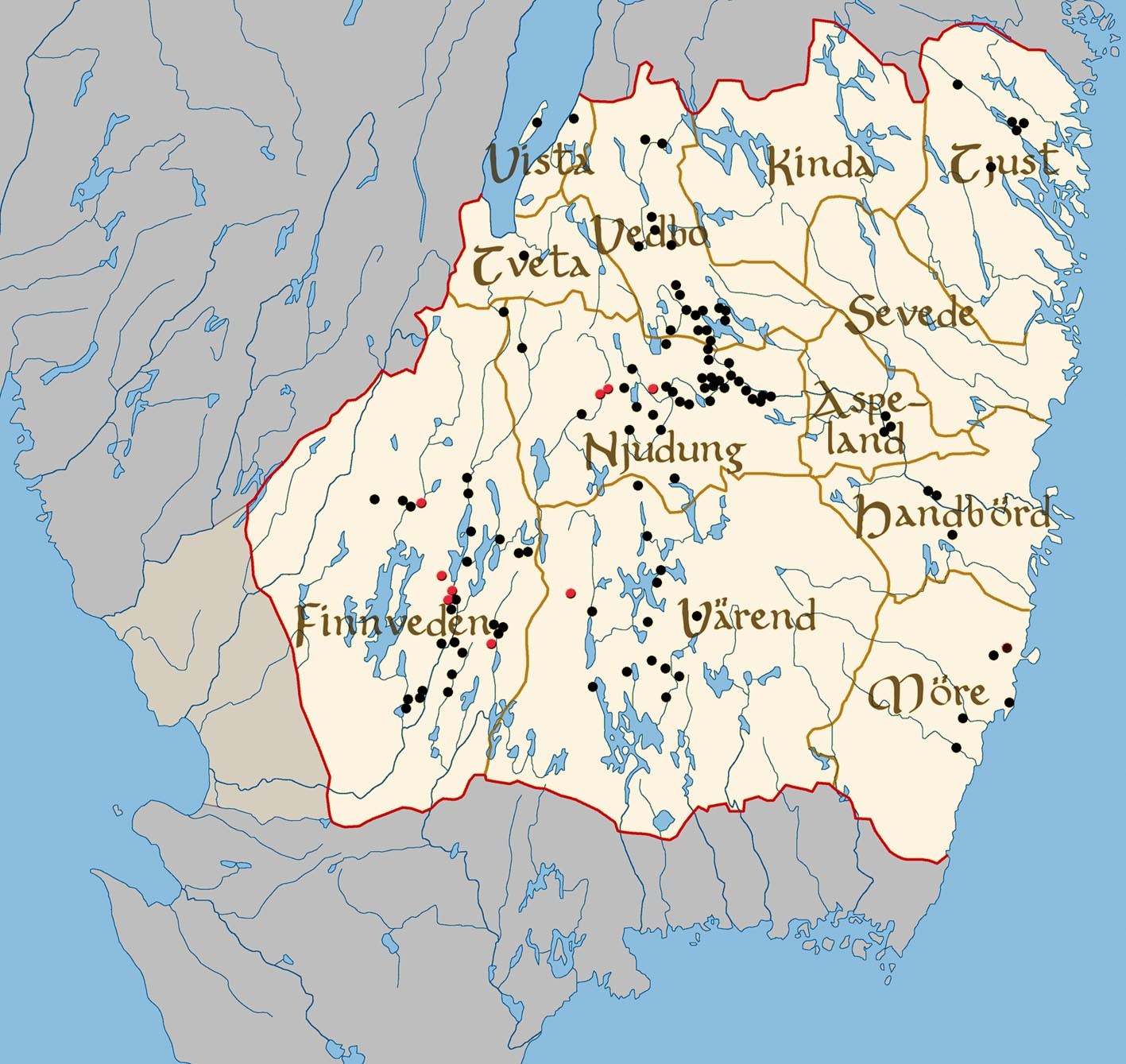
Die „kleinen Länder“ Smålands. Die Punkte verweisen auf Runensteine, wobei rote Punkte für Runensteine stehen, auf denen von längeren Reisen berichtet wird.

Småland wurde aus einer Reihe sogenannter „kleiner Länder“ (Schwedisch: små land) gebildet. Hierzu gehörten Tveta, Vista, Vedbo, Sevede, Aspeland, Handbörd, Njudung, Värend, Möre, Tjust, Finnveden und Kinda. Eine genaue Definition für den Status dieser Gebiete gab es jedoch nicht. Kennzeichnend für alle war, dass sie eine eigene Versammlung (Thing) und ein eigenes Rechtssystem hatten. Durch die diffusen Grenzverläufe der Geschichte und durch die unterschiedlichen Zugehörigkeiten zu Kirchenstiften und Provinzen ist eine Region entstanden, die mehr durch ihre Unterschiedlichkeit zu anderen Gebieten als durch Gemeinsamkeiten zwischen den einzelnen „Ländern“ geprägt ist.
Oft ging die Selbstständigkeit dieser „Länder“ so weit, dass sie sich in Kriegen zwischen Dänemark und Schweden gemeinsam mit ihren Nachbarn auf der dänischen Seite neutral erklären konnten (Bauernfrieden). Je nachdem wie der jeweilige König Druck auf die Ratsversammlung ausübte, bekam er Steuern bewilligt oder abgewiesen. Die Zentralisierungsbestrebungen des Königtums, vor allem unter Gustav Wasa führten zu einer Reihe von Bauernaufständen, die mit dem Dacke-Aufstand 1542 ihren Höhepunkt erreichten.

Småland
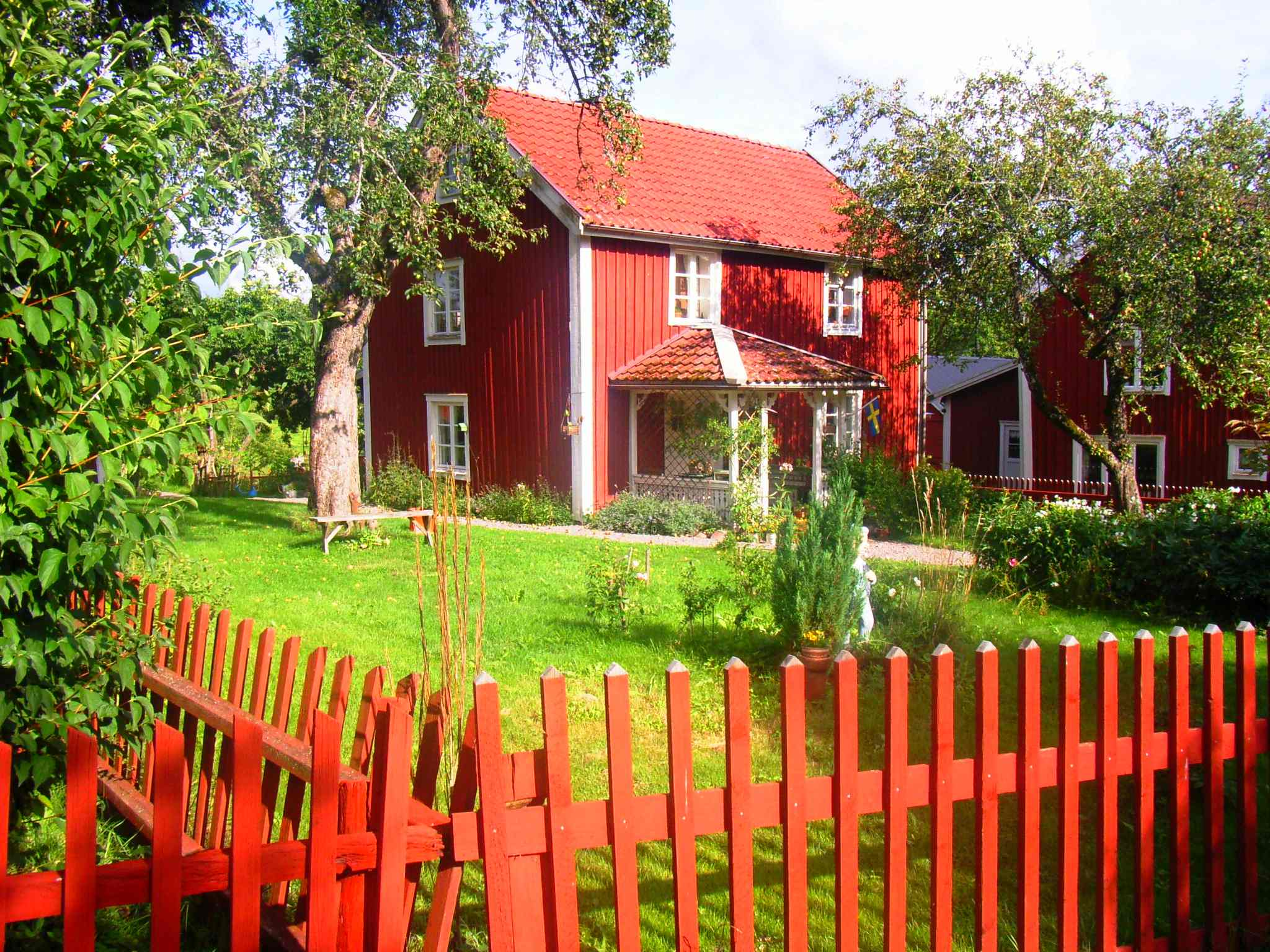
Bullerbü (Drehort; existierender Weiler Sevedstorp)
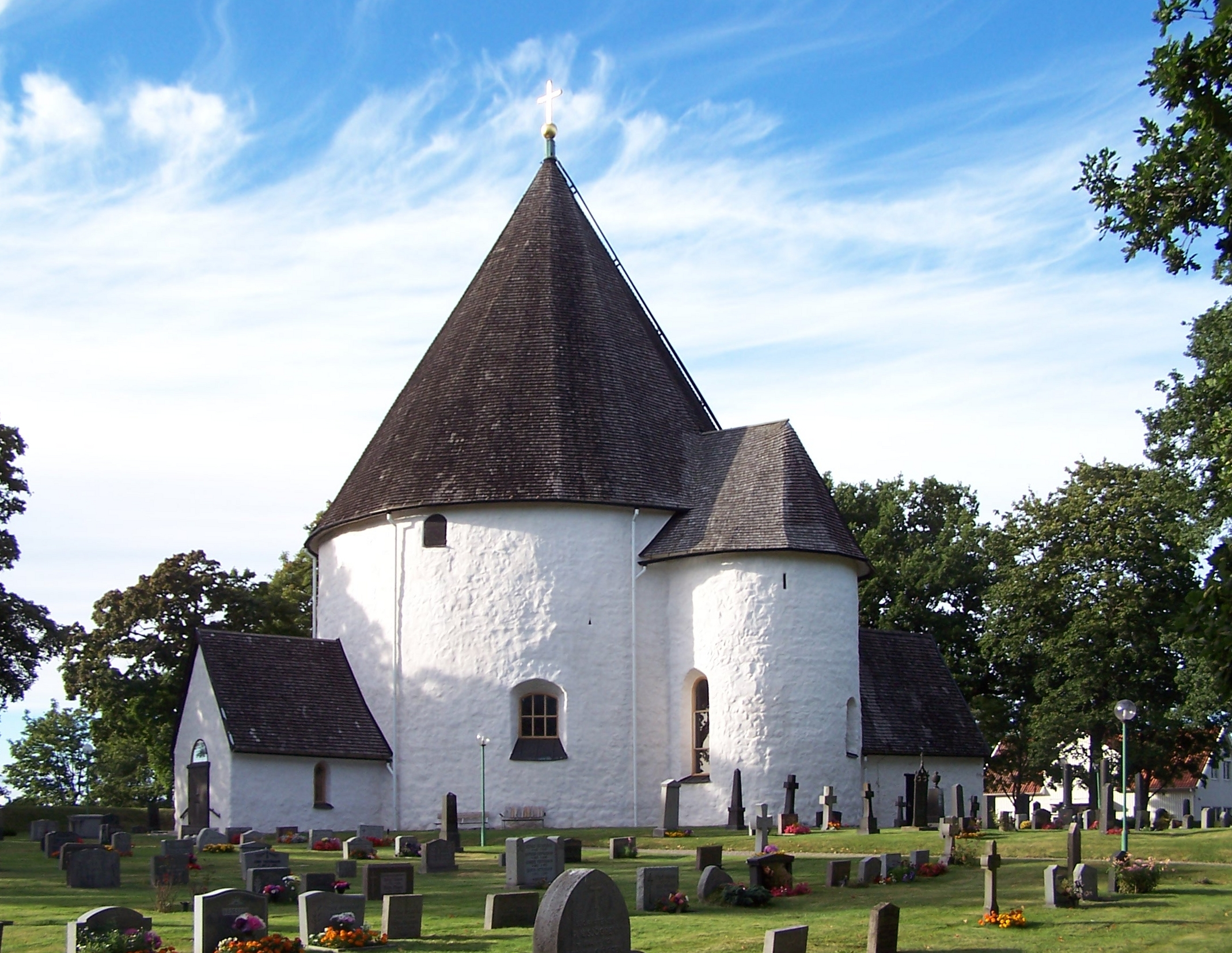
Kirche von Hagby
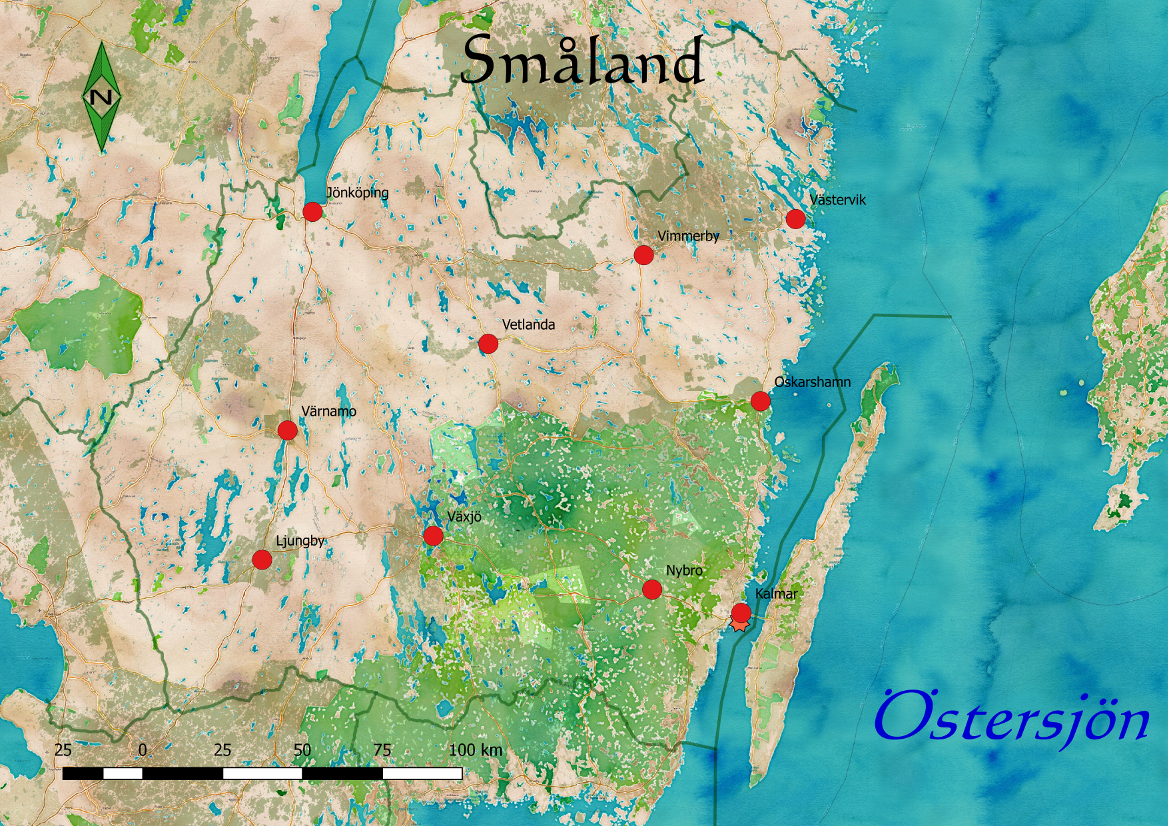
Karte
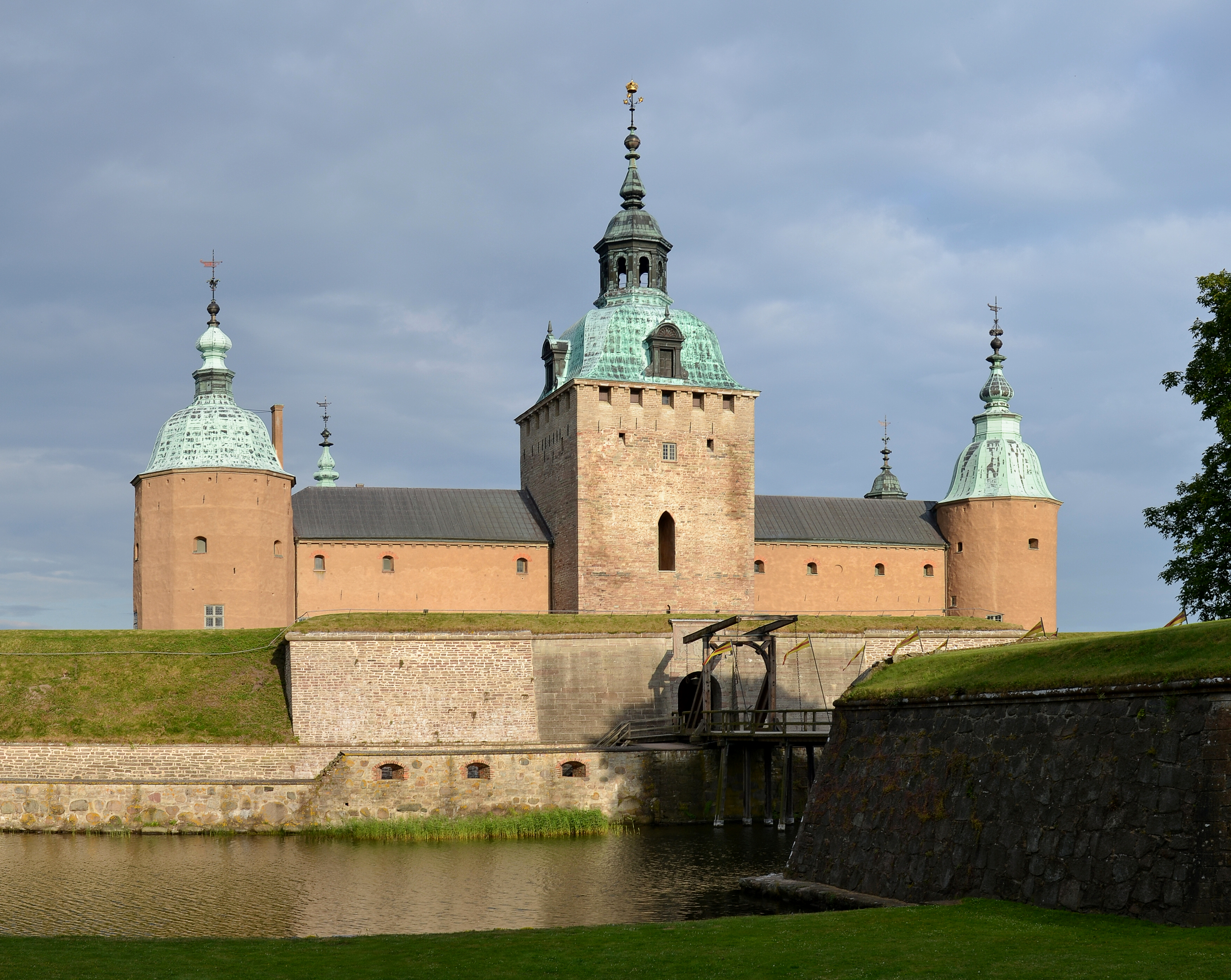
Schloss Kalmar
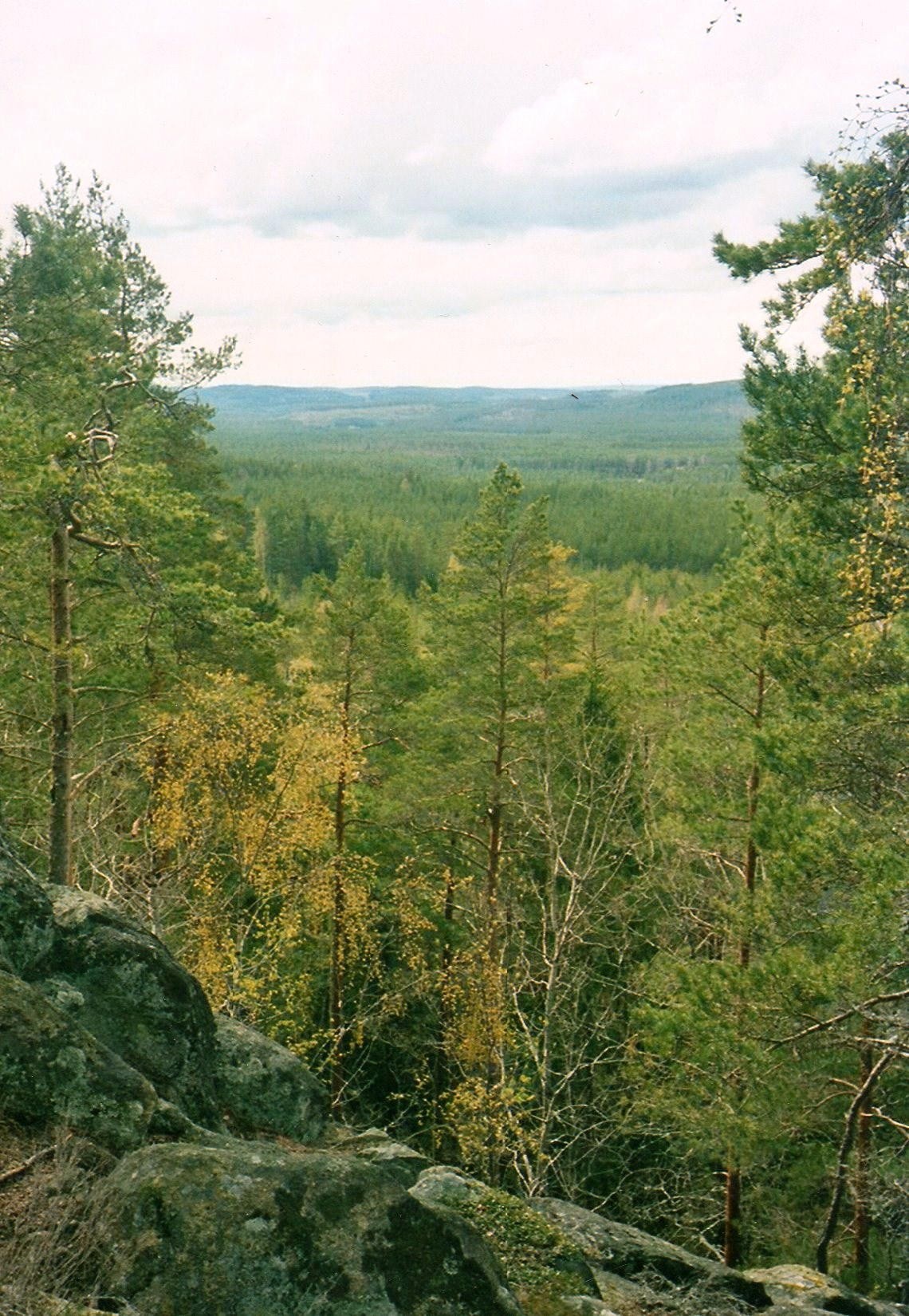
Blick über den Nationalpark Norra Kvill
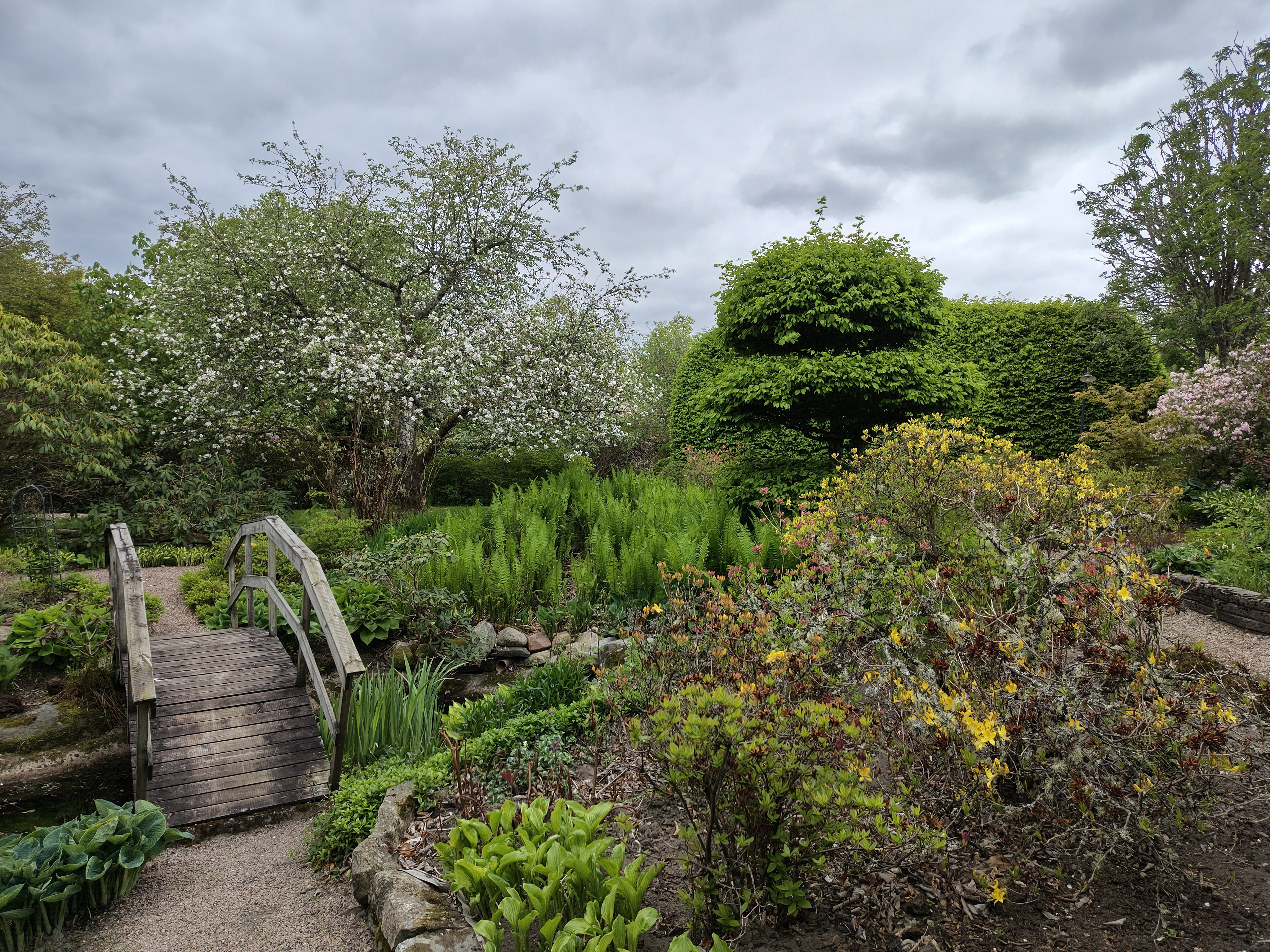
Kärrhults Gård, ein botanischer Garten in Småland

Etwa ab 1680 kristallisierte sich die heutige Aufteilung von Småland auf die Provinzen Jönköpings län, Kalmar län und Kronobergs län heraus. Es existierten aber auch Perioden, in denen ganz Småland unter einem Statthalter (landshövding) vereint war.
In der Nacht vom 8. auf den 9. Januar 2005 wurde Småland vom Orkan Gudrun extrem heimgesucht.

## Wappen
Beschreibung: In Gold  ein blau gezungter und bewehrter roter Löwe, der eine schwarze Armbrust mit rotem Schaft und mit einem eingelegten silbergespitzten Pfeil hält.

## Sport
Småland war bisher viermal Austragungsort des internationalen 5-Tage-Orientierungslaufes O-Ringen (1966, 1972, 1983, 2005). Västervik ist Austragungsort wichtiger Speedway-Rennen, die Mannschaft aus dem ebenso småländischen Vetlanda ist amtierender schwedischer Speedway-Meister.
In Växjö gründete sich 1997 der Eishockey Club VÄXJÖ LAKERS und wurde 2015 und 2018 schwedischer Meister in der höchsten schwedischen Liga SHL. In der Saison 2017/2018 stand das Team im Finale der europäischen Championsleague CHL.

## Sonstiges
Småland ist durch die Kinderbücher Astrid Lindgrens bekannt. Viele Handlungen ließ sie dort spielen, wo sie selbst aufwuchs. Unter anderem liegt hier das Dorf Lönneberga, in dem Michel lebt.
Ihre Geburtsstadt Vimmerby widmete Astrid Lindgren einen Freizeit- und Themenpark, der auch Ausgangspunkt für eine Route entlang der Handlungs- und Drehorte ist, Astrid Lindgrens värld.
In Småland entwickelte sich ab dem 18. Jahrhundert ein Zentrum für Glaskunst, das unter dem Namen Glasreich bekannt ist.
Die Bewohner Smålands gelten in Schweden traditionell als besonders geizig und fleißig. Sie können als die Schwaben oder Schotten Schwedens bezeichnet werden.
Das Möbelhaus Ikea ist in Småland von Ingwar Kamprad 1943 im Alter von 17 Jahren gegründet worden. Er verkaufte zuerst Haushaltsartikel wie Stifte, Brieftaschen und Bilderrahmen. Erst 1948 begann er, Möbel zu verkaufen. Dies war der Ursprung des heutigen IKEA Sortiments.
Der Begriff Småland ist in Deutschland u. a. als Bezeichnung für die Kinderbetreuung des Möbelhauses Ikea bekannt.

## Landschaftssymbole
- Tier: Fischotter
- Blume: Moosglöckchen
- Vogel: Singdrossel
- Fisch: Wels